# Киёсу (замок)
Замок Киёсу (【清洲城・清須城】 きよすじょう) — японский равнинный замок в провинции Овари (современная префектура Айти, город Киёсу, квартал Итиба). Административно-политический центр провинции в средневековье и раннем новом времени. Построен около 1405 года провинциальными воеводами из рода Шиба. Располагался на Восточноморском пути к столице Киото. В 1555—1563 годах — резиденция магната Оды Нобунаги, национального героя Японии. С 1586 года укреплён главной башней. Разрушен в 1610 г. для строительства Нагойского замка. В 1989 году на месте замка была построена бутафорная главная башня.

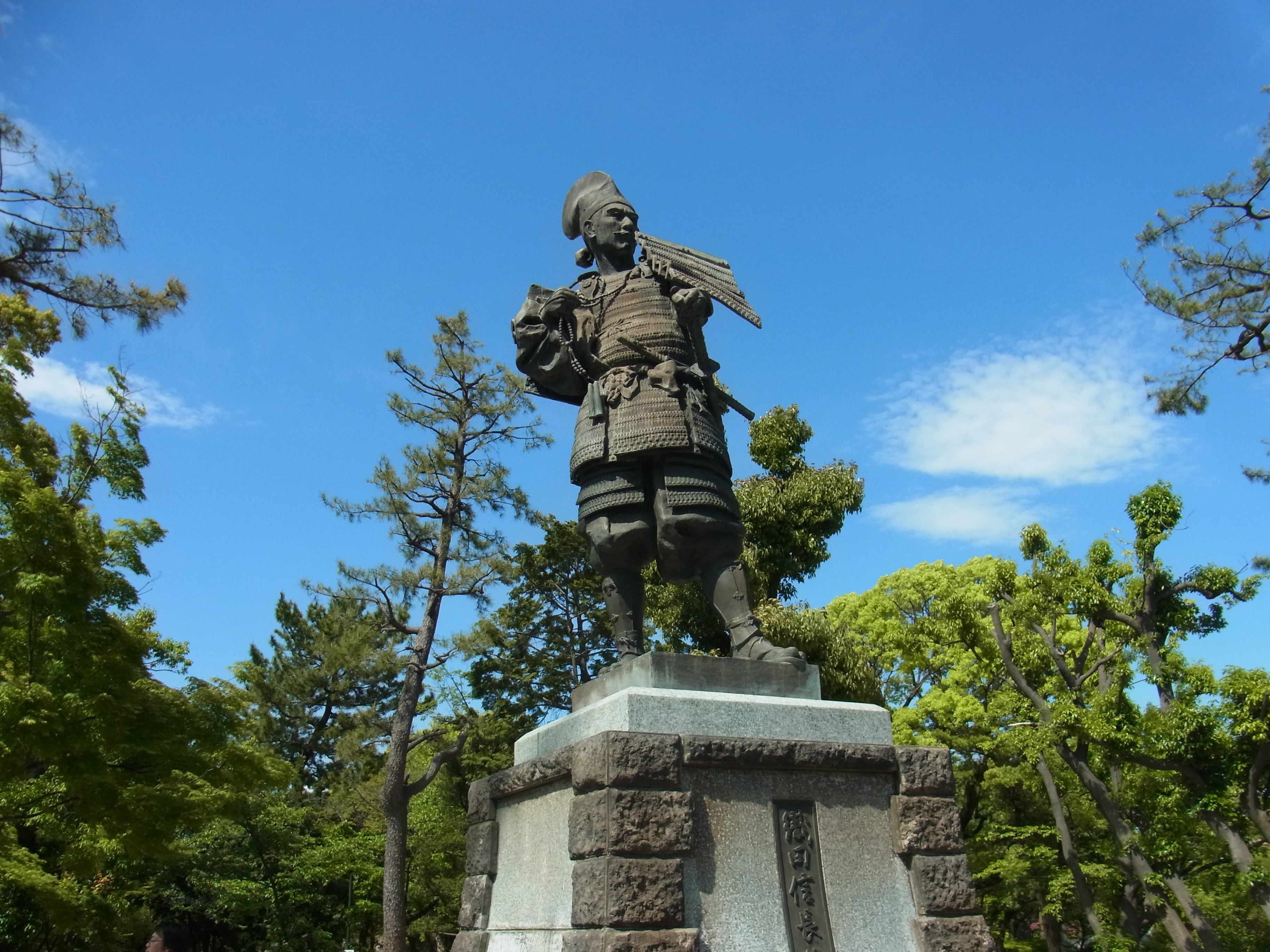
Памятник Нобунаге
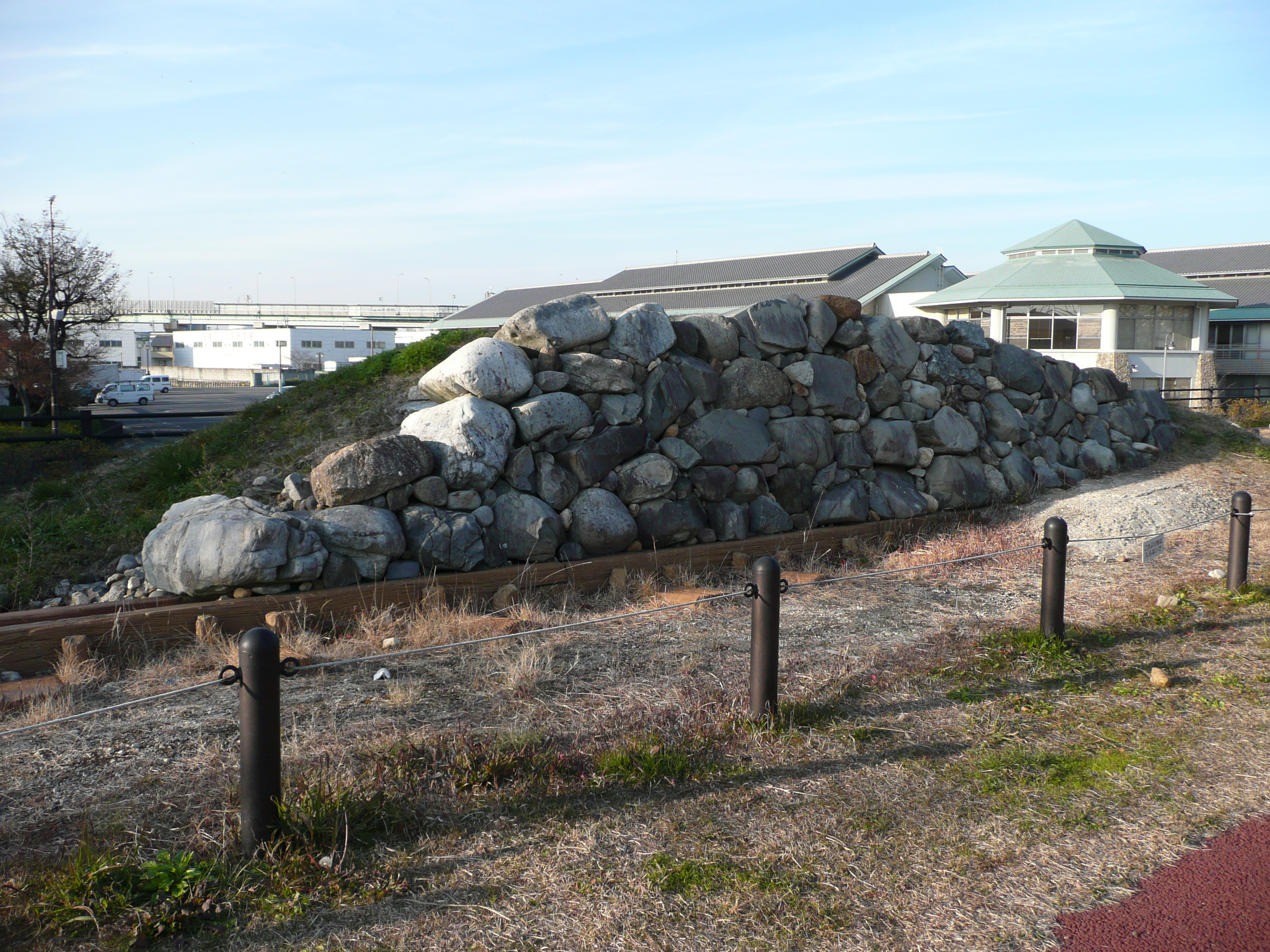
Старые стены
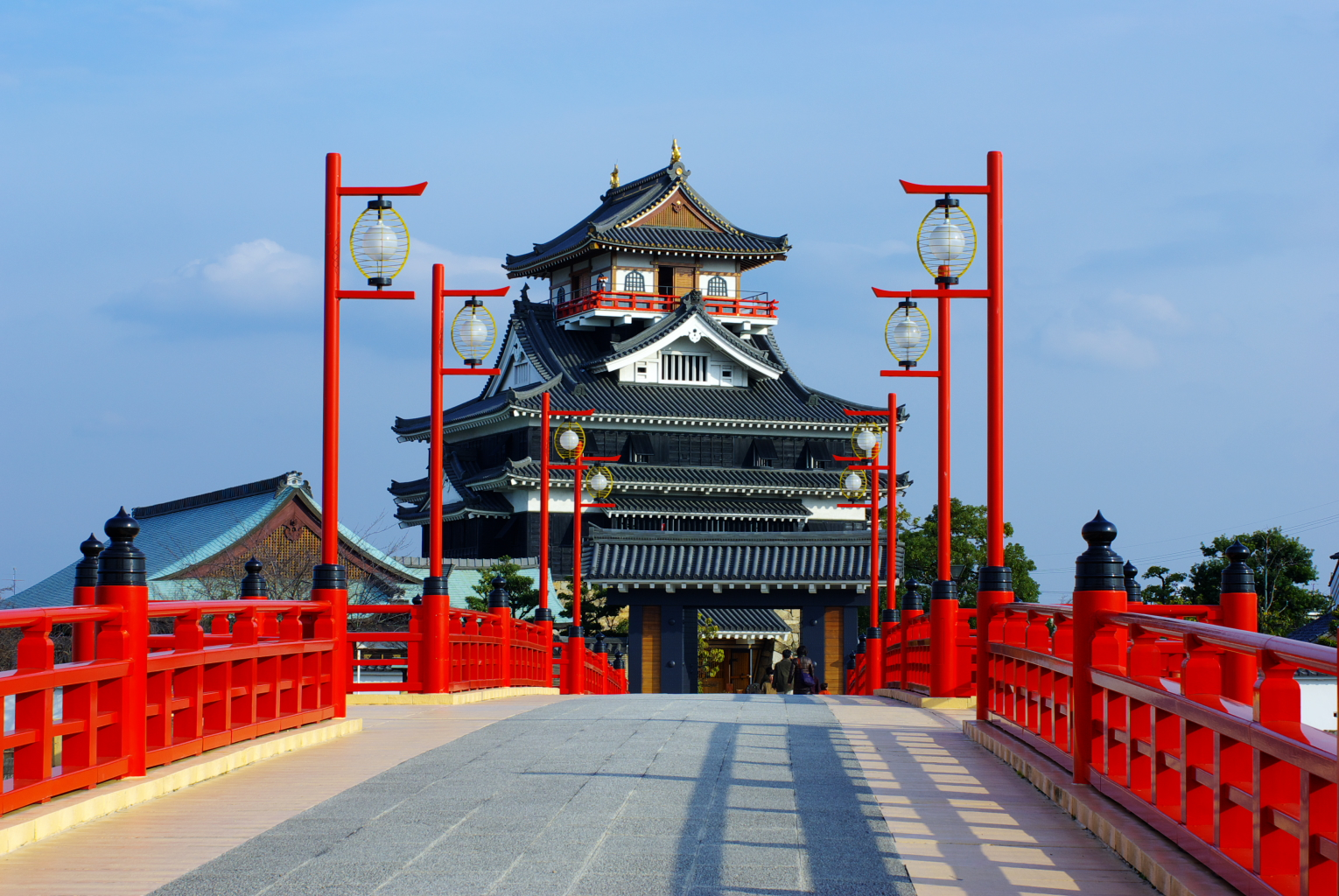
Башня и мост
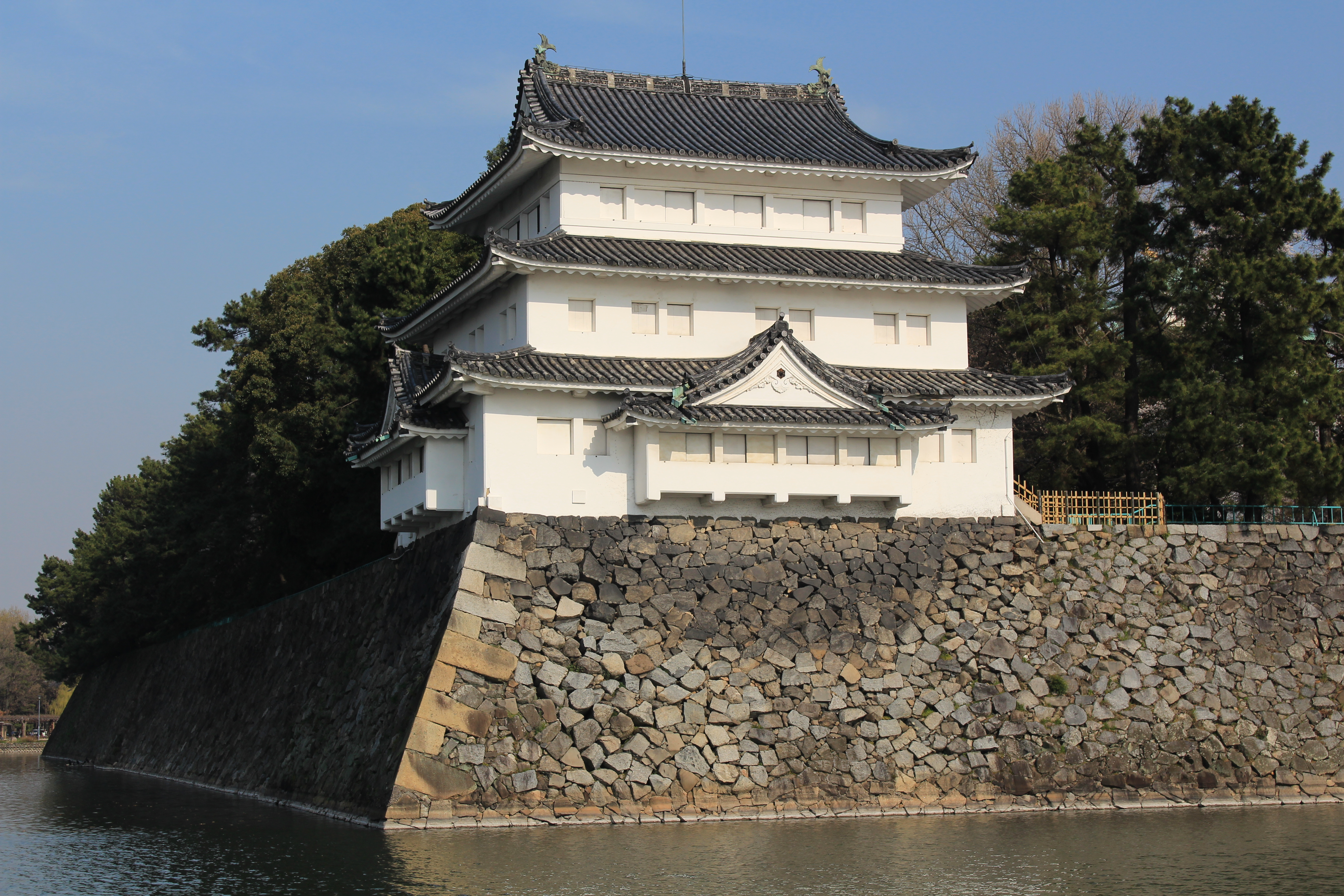
Северо-западная башня